# Haemorhous
Pour les articles homonymes, voir Haemorhous.
Genre
Haemorhous est un genre de passereaux qui regroupe trois roselins.

## Liste des espèces
D'après la classification de référence (version 3.5, 2013) du Congrès ornithologique international (ordre phylogénique) :
- Haemorhous purpureus – Roselin pourpré
- Haemorhous cassinii – Roselin de Cassin
- Haemorhous mexicanus – Roselin familier